# チャーリー・ブラウン (ピーナッツ)
チャールズ・"チャーリー"・ブラウン（英: Charles "Charlie" Brown）は、漫画『ピーナッツ』の主人公であり、世界各国の日刊紙や日曜版の新聞で連載された。

## 概要
チャーリー・ブラウンは「愛すべき敗者」として描かれ、アメリカを代表する典型的なキャラクターの一つであり、広く認知されている人気キャラクターでもある。彼は常に苦難に直面する人物として描かれ、神経質で自信に欠ける性格を持つ。悲観的な一面がある一方で、楽観的な面もあり、ある日には世界と向き合うことを恐れて起き上がるのもためらうが、別の日には何かを成し遂げようと決意することもある。丸い頭とジグザグ模様のシャツが特徴的で、決まり文句は「Good Grief!（やれやれ）」。
キャラクターの生みの親であるチャールズ・M・シュルツは、チャーリー・ブラウンについて「彼は苦しむ役回りでなければならない。なぜなら、彼は平均的な人間の戯画だからだ。ほとんどの人は勝つことよりも負けることにずっと馴染みがある」と語っている。しかし、チャーリー・ブラウンが常に不遇とは限らず、これまでにいくつかの幸せな瞬間や成功も経験している。普段は神経質で自信がないものの、ときには意外な自己主張を見せることもある。シュルツはまた、「チャーリー・ブラウンが最終的にほとんどすべてのストーリーの中心人物になるようにしたい」と述べている。なお、『ピーナッツ』の50年間にわたる連載の中で、チャーリー・ブラウンは唯一、常に登場し続けたキャラクターである。
テレビアニメ版『ピーナッツ』のほとんどの作品を手掛けたプロデューサーのリー・メンデルソンは、チャーリー・ブラウンについて「彼は、ルーシーをはじめとするいじめや困難を乗り越えていく究極の生存者だ」と評している。
作中の流動的な時間軸において、チャーリー・ブラウンは基本的に8歳とされる。初期のエピソードではアパートに住み、祖母がその上の階にいると語っていたが、連載が進むにつれて庭付きの一軒家に引っ越している。彼は作中でほとんどのキャラクターからフルネームの「チャーリー・ブラウン」と呼ばれ、「チャーリー」と略されることはない。例外として、妹のサリーは「お兄ちゃん」と呼び、飼い犬のスヌーピーは「丸頭の子」と称することがある。一方、ペパーミント・パティは「チャック」、マーシーは「チャールズ」と呼んでいる。

## 歴史

### 1940年代 - 1950年代
チャーリー・ブラウンという名前は、『ピーナッツ』の前身であるチャールズ・M・シュルツの漫画『ちびっこたち』で1948年5月30日に初めて使用された。正式なデビューは、1950年10月2日に掲載された『ピーナッツ』の第1回目のストリップ漫画である。この回では、チャーリー・ブラウンが通り過ぎるのをシェルミーとパティの二人が見ており、シェルミーが「おなじみのチャーリー・ブラウンだ」と呼びかける。しかし、最終コマでは彼が去った後に「あいつ、大嫌いだよ」と打ち明ける。
連載初期のチャーリー・ブラウンは明確に4歳とされており、その後数年間でゆっくりと成長し、1960年代には小学校に通う年齢になった。初期のチャーリー・ブラウンは、後年のような悲観的な性格ではなく、よりお調子者で軽快な性格だった。ひねくれた皮肉屋のような一面を持ち、他のキャラクターにいたずらを仕掛けることもあった。1950年12月21日のストリップで、彼のシンプルなTシャツに初めてジグザグ模様が加えられた。1952年4月25日には、シャツが襟付きのポロシャツに変更され、ジグザグ模様も引き継がれた。また、1951年3月6日のストリップでは、チャーリー・ブラウンが初めて野球をプレーする様子が描かれている。このとき、彼はキャッチャーを務めており、まだチームのピッチャー兼監督ではなかった。
チャーリー・ブラウンと他の『ピーナッツ』キャラクターとの関係は、初期には現在のものとは大きく異なっていた。これらの関係性は1950年代を通じて徐々に発展し、現在知られている形へと確立されていった。例えば、1951年2月7日のストリップで初登場したヴァイオレット・グレイとの関係は、後年よりも良好なものだった。しかし、同年8月16日のストリップでは、ヴァイオレットが初めてチャーリー・ブラウンを「ブロックヘッド（まぬけ）」と呼んでいる。また、同年11月14日のストリップでは、有名なフットボールのいたずらが初めて登場し、このときはルーシーではなくヴァイオレットがボールを持っていた。
1951年5月30日、チャーリー・ブラウンはシュローダーと出会う。シュローダーがまだ赤ん坊だったため、当初はまともな会話ができなかったが、同年6月1日のストリップでチャーリー・ブラウンはシュローダーに対して「まるで父親になった気分だ」と語っている。実際、しばらくの間、彼はシュローダーの世話をするような立場にあり、言葉を教えたり、本を読んで聞かせたりしていた。同年9月24日にはシュローダーにピアノの弾き方を教えており、これが後にシュローダーのトレードマークとなる。さらに、10月10日のストリップでは、チャーリー・ブラウンがシュローダーにベートーヴェンの話をし、彼のベートーヴェンへの執着が始まる。1951年11月26日のストリップでは、シュローダーのピアノの上にベートーヴェンの胸像が置かれた。その後、シュローダーはチャーリー・ブラウンと同じ年齢に設定され、ライナス・ヴァン・ペルトに次ぐ親友となった。シュローダーは1952年4月12日のストリップで初めてチャーリー・ブラウンの野球チームのキャッチャーを務めた。
1959年初頭、チャーリー・ブラウン（および他の『ピーナッツ』キャラクター）は、フォード・モーター・カンパニーがスポンサーを務めたテレビCMで初めてアニメーション化された。これらのCMや『ザ・テネシー・アーニー・フォード・ショー』のオープニング映像は、フォードのクライアントだったアニメ制作会社プレイハウス・ピクチャーズでビル・メレンデスが制作を手掛けた。

### 1960年代
1960年代、『ピーナッツ』の漫画は多くの読者が「黄金時代」と考える時期に突入し、人気のピークを迎えた。連載は多くの国で知られるようになり、読者数は3億5500万人に達した。
1965年、コカ・コーラ社がリー・メンデルソンに対し、『ピーナッツ』を題材としたクリスマスのテレビスペシャルのスポンサーになることを提案した。翌日、メンデルソンはシュルツに連絡を取り、シュルツとメレンデスと共にチャーリー・ブラウンと『ピーナッツ』のキャラクターが登場するクリスマススペシャルを制作することを提案した。こうして誕生したのが『スヌーピーのメリークリスマス』であり、CBSネットワークで1965年12月9日に初放送された。この特番の主題は「クリスマスの本当の意味を伝えること」であった。放送前、制作に関わった多くの関係者は、ジャズを取り入れた独特なサウンドトラックや、明確な宗教的メッセージを含む内容が視聴者に受け入れられるか不安を抱いていた。しかし、結果として番組は大ヒットし、推定1549万世帯が視聴し、視聴率ランキングではNBCの『ボナンザ』に次ぐ2位となった。この番組の音楽は、後にジャズ・ミュージシャンとなるデイヴィッド・ベノワやジョージ・ウィンストンなどにも影響を与えた。『チャーリー・ブラウンのクリスマス』はエミー賞とピーボディ賞を受賞した。
『スヌーピーのメリークリスマス』の成功を受け、1966年6月8日にはCBSで第2弾となる特番『チャーリー・ブラウンのオールスターチーム』が放送された。同年10月には、第3弾となるハロウィンをテーマにした『ハロウィンだよ、チャーリー・ブラウン』が放送された。
1967年2月10日、チャーリー・ブラウン、スヌーピー、ルーシー、ライナス、シュローダー、パティを中心としたミュージカル『きみはいい人、チャーリー・ブラウン』がニューヨークで稽古を開始した。この作品は、同名のコンセプトアルバムを基にした舞台化作品であり、開幕当初は台本が存在せず、『ピーナッツ』のストリップ漫画を基にした短いエピソードと、それぞれに対応するミュージカルナンバーで構成されていた。なお、シュルツの漫画の中でパティは明確な個性を持たないキャラクターだったため、舞台版ではヴァイオレットやフリーダの要素を取り入れた合成キャラクターとして登場している。1967年3月7日、オフ・ブロードウェイのイースト・ヴィレッジにあるシアター80で初演が行われ、チャーリー・ブラウン役はゲイリー・バーゴフが務めた。
1969年12月4日には、『ピーナッツ』を原作とした初の長編アニメ映画『スヌーピーとチャーリー』が公開された。制作費100万ドルに対し、興行収入は600万ドルを記録し、興行的に成功を収めた。この映画は批評家からも概ね好評を得た。

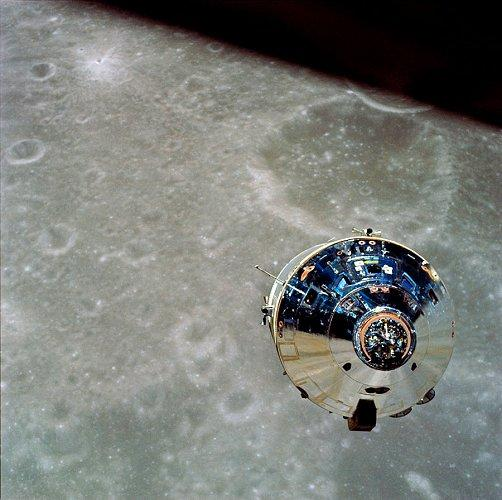
チャーリー・ブラウンにちなんで命名されたアポロ10号の司令船

1969年5月18日、チャーリー・ブラウンとスヌーピーは、アポロ10号の司令船および月着陸船の名称として採用された。公式のミッションロゴには含まれていなかったが、チャーリー・ブラウンとスヌーピーは実質的にアポロ10号のマスコット的存在となった。シュルツは、宇宙服を着たチャーリー・ブラウンのイラストを描き、この絵は宇宙飛行士が軌道上で見つけるために宇宙船内に隠された。現在、このイラストはケネディ宇宙センターで展示されている。

### 1970年代
1970年代、チャーリー・ブラウンは、過去のテレビスペシャルの成功を受けて制作された12本の『ピーナッツ』のテレビスペシャルに登場した。また、長編アニメ映画にも2作品出演しており、『スヌーピーの大冒険』が1972年8月9日、『がんばれ!スヌーピー』が1977年8月24日に公開された。

### 1980年代
1980年代には、新たに14本の『ピーナッツ』のテレビスペシャルが制作され、そのうち2本はミュージカル作品であった。そのうちの1本は、ミュージカル『きみはいい人、チャーリー・ブラウン』のアニメ版である。
また、長編アニメ映画『スヌーピーとチャーリー・ブラウン ヨーロッパの旅』が1980年5月30日に公開された。

### 1990年代
1990年代には、チャーリー・ブラウンが登場する6本のテレビスペシャルが制作された。
また、コミックストリップ内では、チャーリー・ブラウンにペギー・ジーンという恋人ができるエピソードが描かれた。この関係は約9年間続いた。

### 最後のコミックス・トリップ登場
チャーリー・ブラウンの最後の登場は、『ピーナッツ』の最終回となるストリップ漫画であり、シュルツの死の翌日である2000年2月13日に掲載された。オリジナルの連載は2000年に終了したが、2024年現在も再掲載が続いている。

### コミック連載終了後の登場
コミックストリップの連載終了後も、チャーリー・ブラウンは新たなテレビスペシャルに登場し続けた。2006年11月20日に放送された『スヌーピーのいじめっ子と勝負！』は、当時の『ピーナッツ』人気の全盛期を過ぎていたものの、視聴者数1000万人を記録し、同日に放送されたマドンナのコンサートスペシャルを上回った。
2016年時点で、チャーリー・ブラウンが登場する最新のオリジナルテレビスペシャルは、2011年10月1日に公開された『チャーリー・ブラウンと幸せのブランケット』である。

### I LOVE スヌーピー THE PEANUTS MOVIE
チャーリー・ブラウンが主演する長編アニメ映画『I LOVE スヌーピー THE PEANUTS MOVIE』は、2015年11月6日に公開された。本作はスティーブ・マルティノが監督を務め、ブルースカイ・スタジオが制作し、20世紀フォックスが配給した。マルティノ監督はチャーリー・ブラウンについて「誰もが人生のどこかでチャーリー・ブラウンになったことがある」と語っている。
映画は批評家および観客から概ね高い評価を受け、興行収入は9900万ドルの制作費に対し、全世界で2億4600万ドルを記録し、興行的に成功を収めた。

## インスピレーション
チャーリー・ブラウンの性格や経験は、作者チャールズ・M・シュルツ自身の人生に基づいている。シュルツはインタビューで、自身も内気で引っ込み思案な性格だったと語っている。1997年5月に放送された『チャーリー・ローズ・ショー』のインタビューでは、「漫画家にはどこか哀愁があるものだと思う。漫画というものは、他のユーモアと同じく、悪い出来事から生まれるものだから」と述べている。
さらに、チャーリー・ブラウンとシュルツの父親はどちらも理容師であり、母親は専業主婦だった。チャーリー・ブラウンの友人であるライナスやシェルミーは、シュルツの親しい友人の名前に由来しており、ペパーミント・パティは母方のいとこであるパトリシア・スワンソンをモデルにしている。シュルツは家にあったペパーミントキャンディーを見て、彼女のキャラクター名を思いついた。
また、チャーリー・ブラウンが片思いする「赤毛の女の子」は、シュルツ自身の初恋の相手であるドナ・メイ・ジョンソンにインスパイアされている。ジョンソンはシュルツがかつて働いていた「アート・インストラクション・スクール」の経理担当だった。シュルツは1950年6月、新聞連載の契約を結んだ直後にプロポーズしたが、彼女はこれを断り、別の男性と結婚した。

## 性格
チャーリー・ブラウンは、内気で気弱ながらも、優しく純粋で温厚な性格を持ち、多くの不安を抱えるキャラクターである。
彼は通常、フルネームの「チャーリー・ブラウン」と呼ばれるが、例外として、ペパーミント・パティは「チャック」、マーシー、ユードラ、ヴィオレット、エミリーは「チャールズ」、ペギー・ジーンは「ブラウニー・チャールズ」、妹のサリーは「お兄ちゃん」と呼ぶ。また、非常にまれではあるが、ルーシー、ヴァイオレット、パティ、フリーダが「チャーリー」と省略して呼んだこともある。彼の決まり文句は「やれやれ（Good Grief）」である。
シュルツと同様に、チャーリー・ブラウンの父親は理容師である。彼は「アメリカの大いなる不成功物語」の典型とも言えるキャラクターであり、ほぼあらゆることに失敗し、常に不運に見舞われる。それでも彼は努力を惜しまず挑戦を続け、結果としてさらに失敗することが多いが、ごくまれに成功を収めることもある。例えば、1993年のストリップでは、マイナーキャラクターのロイアンから逆転ホームランを打ち、1995年のストリップでは、ジョー・アゲートとのビー玉勝負で勝利している。チャーリー・ブラウンは作中でたびたび不運に見舞われるが、シュルツは彼の不屈の精神を通じて「コミックストリップの世界における最も輝かしいアメリカンドリームの成功例」を描いたとも言われる。
チャーリー・ブラウンは家族や友人を深く思いやる性格であり、たとえ彼らからひどい扱いを受けても、その気持ちは変わらない。1959年5月26日のストリップでは、妹サリーの誕生を知ると「妹が生まれたって?! 僕が父親に…いや、お父さんが父親になったんだ！僕はお兄ちゃんだ！妹ができたんだ！僕はお兄ちゃんだ！」と興奮する様子が描かれている。さらに2日後のストリップでは、妹の誕生を祝って友人たちにチョコレートの葉巻を配っている。
また、チャーリー・ブラウンは仲間からからかわれたり、いじめられたりすることが多いが（特にルーシー、ヴィオレット、パティなど）、普段は怒りをぶつけることはせず、時折反撃したり、逆に相手を出し抜くこともある。例えば、1951年のストリップでは、ヴィオレットとパティが「あなたをパーティーに招待しない」と宣言すると、チャーリー・ブラウンは「別に行きたくないよ、そんなくだらないパーティーなんか」と返し、結果的に2人は彼を招待することになった。
クリストファー・コールドウェルは、チャーリー・ブラウンについて「彼が単なる負け犬ではない点が、キャラクターとしての深みを生んでいる」と述べている。さらに「彼を苦しめるのは自己嫌悪だが、それは自己卑下とは異なる。チャーリー・ブラウンは、自分には価値があると信じるだけの楽観主義を持っており、その価値を証明するために自ら屈辱を受けることも厭わない。その姿勢こそがストリップの原動力になっている。彼の最大の美徳は『しなやかさ』であり、それはつまり勇気でもある。チャーリー・ブラウンは野球チームを率い、ピッチャーを務める。確かに彼は負け続けるが、同時に奇妙な形でリーダーでもある。彼の感情の浮き沈みは単なる『ちょっとした喜び』と『ちょっとした悲しみ』の間を行き来するものではなく、ヒーローと敗北者の間を振り子のように揺れ動くのだ」と評している。

### 誕生日と年齢
チャーリー・ブラウンの年齢は明確に設定されておらず、一貫していない。彼の誕生日は、1950年10月30日に掲載されたストリップで描かれている。1950年11月3日のストリップでは、彼が4歳であると明記されている。その後、時間の流れが緩やかになり、1957年11月17日の時点で6歳、1979年7月11日には「8歳半」とされている。その他の記述でも、チャーリー・ブラウンはおおよそ8歳とされることが多い。
1971年4月3日のストリップでは、彼が1963年頃に生まれたことを示唆する場面がある（このエピソードでは「21歳になる頃には1984年だ」とのセリフが登場する）。

## 声優
チャーリー・ブラウンの声を担当した声優は以下の通り。

### 英語版
- ピーター・ロビンズ（英語版）（1963–1969）
- クリス・イングリス（1971）
- チャド・ウェバー（英語版） (1972–1973)
- トッド・バービー（1973–1974）
- ダンカン・ワトソン（英語版） (1975–1977)
- ディラン・ビーチ（1976）
- アリン・スケリー（1977–1980）
- リアム・マーティン（1978）
- マイケル・マンディ（1980–1982）
- グラント・ウェール（1981）
- ブラッド・ケステン（1983–1985）
- マイケル・カタラーノ（1983）
- ブレット・ジョンソン（1984–1986）
- ケビン・ブランド（1984–1985、歌唱パート）[46]
- チャド・アレン（1986）
- ショーン・コリング（1988）
- エリン・チェイス（1988–1989）
- ジェイソン・リフル（1988）
- スーザン・シェリダン（英語版）（1988、ネーションワイド・ ビルディング・ソサエティー（英語版）のCM）[47]
- カレブ・ヘンリー（1990）
- フィリップ・シャフラン（1991）
- ジャスティン・シェンカロウ（英語版）（1992）
- ジェイミー・E・スミス（1992）
- ジミー・ガルディーノ（1993）
- スティーブン・ハートマン（1995–1997）
- クイン・ベスウィック（2000）
- マイルズ・プリントン（2002）[48]
- ウェズリー・シンガーマン（英語版）（2002–2003）
- アダム・テイラー・ゴードン（2003）
- スペンサー・ロバート・スコット（2006）
- ジョン・アダム・プレンジ（2007）
- アレックス・フェリス（英語版）（2008–2010）
- トレントン・ロジャース（2011）
- トニー・テラチアーノ（2013–2015、メットライフのCM）[49]
- ノア・シュナップ（2015）
- ケリー・ジーン・バッジリー（2015、Teleflora（英語版）のCM）[50]
- エイデン・ルワンドウスキー（2016）
- ガストン・スカルドヴィ＝ムニエ（2018–2019）
- イーサン・プギオット（2019–2022）
- タイラー・ジェームズ・ネイサン（2021–2023）
- エティエンヌ・ケリチ（2021、2022、2023–現在）

### 日本語版
- 谷啓
  - テレビアニメ（1972年–1978年版）
- 野沢雅子：
  - 『スヌーピーとチャーリー』劇場公開版・テレビ放映版
  - 『スヌーピーの大冒険』劇場公開版・テレビ放映版
  - 『チャーリー・ブラウンの大勝負』劇場公開版・テレビ放映版
- 塩屋翼
  - 『スヌーピーとチャーリー』1984年12月17日・2003年4月19日テレビ放映版
- 松岡洋子
  - 『スヌーピーとチャーリー』CBS/FOXビデオ版・テレビ放映版
  - 『スヌーピーの大冒険』テレビ放映版
- なべおさみ
  - テレビアニメ（1981年–1985年版）
- 古田信幸
  - テレビアニメ（1983年–2000年版）
  - 『スヌーピーの大冒険』CBS/FOXビデオ版・テレビ放映版
  - 『チャーリー・ブラウンの大勝負』CIC・ビクタービデオ版・テレビ放映版
  - 『スヌーピーとチャーリー・ブラウン ヨーロッパの旅』CIC・ビクタービデオ版・テレビ放映版
- 杉山佳寿子
  - テレビアニメ（1990年）
- 坂本千夏
  - 『スヌーピーとチャーリー』テレビ放映版（「チャーリー・ブラウンという男の子」名義）
  - 『スヌーピーの大冒険』テレビ放映版
- 日吉孝明（東京児童劇団）
  - テレビアニメ（ポニーキャニオン・ビデオ版）
- 奈良和憲
  - テレビアニメ（NHK-BSおよびカートゥーン・ネットワーク版）
- 下條アトム
  - 『スヌーピーとチャーリー・ブラウン ヨーロッパの旅』2003年12月29日・2004年12月31日テレビ放映版
- くまいもとこ
  - 『Happiness is: スヌーピーと幸せのブランケット』
- 南央美
  - アニメCM（産経新聞）
- 矢島晶子
  - テレビアニメ（2015年）
- 鈴木福
  - 『I LOVE スヌーピー THE PEANUTS MOVIE』
- 増本蒼士
  - 『スヌーピー宇宙への道』（2019年）
  - 『スヌーピーのショータイム』（2021年）
  - 『スヌーピープレゼンツ 蛍の光』（2021年）ほか
- 浅野そら
  - 『スヌーピーのショータイム』（2022年）
  - 『スヌーピープレゼンツ それは小さなことだけど』（2022年）
  - 『スヌーピープレゼンツ ママ大好き パパも』（2022年）ほか

## 評価
チャーリー・ブラウンはスヌーピーと共に、『TVガイド』の「史上最も偉大なアニメキャラクター50選」で第8位にランクインした。

### 永遠の殿堂（Shrine of the Eternals）
2017年、チャーリー・ブラウンはベースボール・レリクァリーの永遠の殿堂に選出された。この殿堂はアメリカ野球殿堂と似たコンセプトを持つが、選出基準において統計的な成績が最優先されるわけではなく、架空のキャラクターも対象となっている。チャーリー・ブラウンは、この殿堂に選ばれた最初の架空のキャラクターとなった。